# 北原十希明
北原 十希明（きたはら ときあ、2006年2月23日 - ）は、日本の子役である。所属芸能事務所はテアトルアカデミー。

## 人物
- 特技はタップダンス、エレキギター、将棋、ボクシングなど。
- ドラマ、映画、舞台、声優に幅広く出演している。

## 出演

### 映画
- 「鬼談百景続きをしよう」 - T 役
- 「北の桜守」 - 勝 役
- webショートムービー『SMAムービー「GIFT」』
- webショートムービー『鬼談百景-続きをしよう-』 - T 役

### ドラマ
- スペシャルドラマ「天才！バカボン〜家族の絆〜」（2016年3月11日 - 、日本テレビ）
- 3夜連続スペシャルドラマ「バスケも恋も、していたい」（2016年9月 - 、フジテレビ） - 生徒役
- ハケン占い師アタル 最終話（2019年3月14日 - 、テレビ朝日） - 卒業生 役
- 天才てれびくんhello（2021年7月13日、NHK Eテレ）「オレは、モテたい」 - 同級生 望月くん 役
- 今日から俺は!!スペシャル（2020年7月17日 - 、日本テレビ） - 今井勝矢 役
- イチケイのカラス 1話 - （2021年4月 - 、フジテレビ） - 法廷見学の中学生 役
- こころのフフフ（2021年8月 - 、WOWOW） - 同級生 役
- ケイ×ヤク -あぶない相棒-（2022年3月17日 - 、日本テレビ） - 澤口実（少年期） 役
- 女王の法医学〜屍活師〜2（2022年3月21日 - 、テレビ東京） - 梶山仁史（少年期） 役
- メンタル強め美女白川さん 1話 - （2022年4月7日 - 、テレビ東京） - 高校の男子生徒 役
- 家庭教師のトラコ 7話 - （2022年8月31日 - 、日本テレビ） - 孤児院の少年 役
- 連続ドラマW-30「アオハライド Season1」（2023年9月 - 、WOWOW） - 瀬戸山 役
- シンドラ「先生さようなら」（2024年1月 - 、日本テレビ） - 生徒 役
- マルス-ゼロの革命-（2024年1月 - 、テレビ朝日） - 生徒 役
- 宙わたる教室 5話（2024年11月5日、NHK総合） - 科学発表コンテストで研究発表する高校生 役

### Webドラマ
- 恋です!〜ヤンキー君と白杖ガール〜 「黒川森生、アルバイト探してますっ!」第3話「出前、お届けします！」（2021年12月8日、Hulu）

### 吹き替え
- ジャングル・ブック（2016年8月11日） - モーグリ 役
- スヌーピーミュージアム CM
- ハナビリウム - ともる役
- 飛べないアヒル〜ゲームチェンジャー〜（2021年） - クーブ役
- 飛べないアヒル〜ゲームチェンジャー シーズン2〜（2022年） - クーブ役

### 広告CM
- 「ファミリーマート〜サッカー日本代表キャンペーン」CM
- 「カルピス〜未来へピース篇」CM
- 「サンヨーグループ」CM
- 「うま味調味料の素 うま味ステーキ味」web CM
- 「うま味調味料の素 うま味サラダ味」web CM
- ベネッセ「小学生作文書き方講座」HP内動画
- ニューヨーク ベストネタDVD収録ライブ 「THE NEW YORK〜Love&Peace〜」ジャケット写真
- ライオン 歯磨き大会DVD
- ニッスイ「大きな大きな焼きおにぎり」【愛のコバラ劇場】web CM息子役（2021年）
- ベネッセ作文の書き方講座 Web CM
- モンスターストライク
- 原神 3周年グローバルCM
- 大塚食品 「青春ボーナスタイム」MATCH×乃紫

### 舞台
- 「乙女達、山に籠り、空に謳う」恭介 役
- 「パニパニパイナ！ステージショー 〜ヤーだんと黄金のパイナップル」 - どりあんズ 役
- ESPファビュラスレビューボーイズ公演
- ミュージカル『忍たま乱太郎第7弾』 - しんべヱ 役
- シアタークリーン『三國志』 - 孫権 役
- シアター1010『十五少年漂流記』 - コスター 役
- 明治座『春日局』 - 七之丞 役（石井ふく子演出）
- 「点描の絆」
- 「さくら流し」
- 「チネチッタ」
- 「十五少年漂流記」 - コスター 役
- 愛される資格（2018年5月） - 息子 役
- 2021生命のコンサート・環境ミュージカル「Our Blue Planet〜銀河鉄道の夜に」（2021年6月） - 友達 役
- ジュエルステージ『オンエア！』（2022年） - 雨知祭利 役[2][3]
- 舞台「恐怖コレクター」（2023年5月） - 大島 役
- ジュエルステージ「オンエア！」Unit Story side Re:Fly（2023年7月 - 8月） - 雨知祭利 役
- ジュエルステージ「オンエア！」Unit Story side drop（2023年10月） - 雨知祭利 役
- 舞台「忍たま乱太郎」〜はじめまして！三年生、全員集合の段〜（2024年8月） - 神崎左門 役[4]
- ミュージカル「忍たま乱太郎」 第14弾 忍術学園学園祭（2025年1月） - 神崎左門 役
- ミュージカル「忍たま乱太郎」 第14弾外伝〜三年生、雑渡昆奈門に弟子入りの段〜（2025年2月） - 神崎左門 役

### その他
- 東高円寺ショートムービー「Barでのこと」
- メモリプレイ
- 「仮面ライダースペクター」 - 息子 役
- グラブルフェス2021 スペシャルショー「蒼の軌跡 -Recursion＆Reunion-」 - ダンサー